# Сад Кансэн-эн
Сад Кансэн-эн (яп. 甘泉園公園 Кансэн-эн ко:эн), расположенный в районе Синдзюку в Токио, представляет собой типичный японский сад. Его площадь составляет около 14000 кв.м.

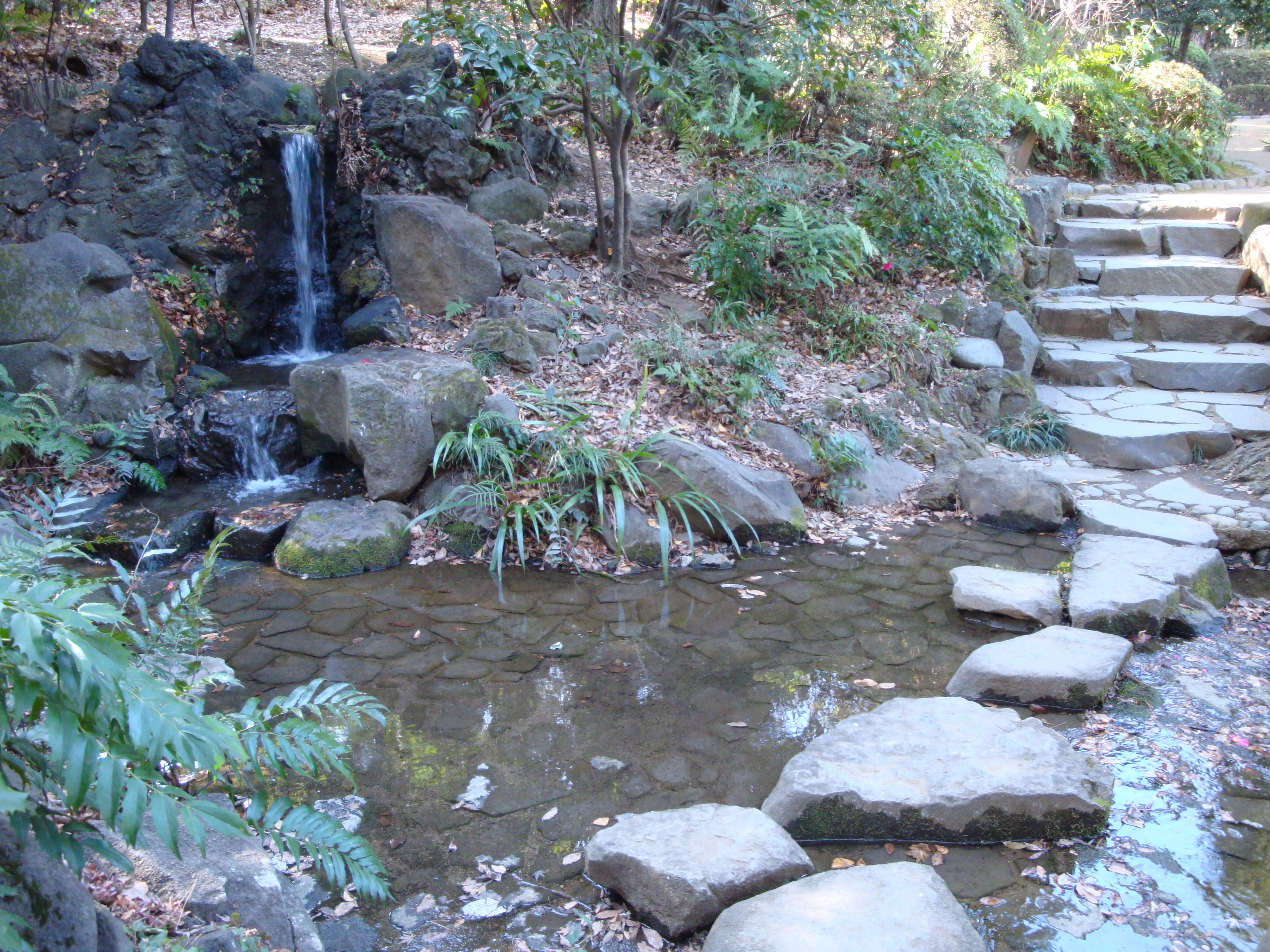
Источник, давший название саду

Первоначально этот небольшой сад был резиденцией одной из наиболее влиятельный семей периода Эдо — семьи Симидзу, принадлежащей к клану Токугава. После реставрации Мэйдзи в 1867 году эти земли перешли к семейству виконтов Соума.
Название Кансэн-эн («сад пресного источника») объясняется тем, что в саду бил родник, вода которого была пресной и пригодной для приготовления чая. Построенный в период Эдо, Кансэн-эн выдержан в стиле того времени: в центре сада находится пруд, называемый Ямабуки-но-идо («водоём японских роз»), окруженный цветущими кустарниками, в южном конце возвышается гора Мисима-яма, с которой открывается живописный вид. Неподалёку расположен синтоистский храм Мидзу-Инари.
Кансэн-эн находится в 10 минутах ходьбы от станции метро Васэда, открыт с 07:00 до 19:00 (до 17:00 с ноября по февраль).